# Can Can Bunny
《Can Can Bunny》是Cocktail Soft在1989年發售的成人遊戲，亦是Can Can Bunny系列的首部作品、Cocktail Soft的出道作。重制版《Can Can Bunny 1 Primo》（きゃんきゃんバニー1・Primo）在1997年12月開售。
本作雖是成人遊戲，但在劇情上挺為重視與女主角相戀的過程，因此評論家普遍把它稱作「搭訕模擬遊戲」或「搭訕遊戲」。它在開售不久後，便被視為改寫美少女遊戲生態的作品。後世則把此作視為日本戀愛模擬遊戲的始祖。

## 遊戲系統
《Can Can Bunny》是一部冒险模擬遊戲，同時亦是日本戀愛模擬遊戲的始祖。評論家普遍把它稱作「搭訕模擬遊戲」或「搭訕遊戲」。本作的男主角原本不懂怎麼談戀愛，不過之後某位少女突然現身，幫助他攻略其他女主角。主角會來到可攻略角色的房間。玩家在那需按照對話內容，點選行為選項，製造話題，從而增加女主角的好感度。玩家有時亦需要以作品中的小遊戲（角子機）賺錢買禮物，送給女主角。好感度增加到一定程度時，就能讓她們跟男主角發生性行為。

## 劇情
本作的男主角是個非自願獨身者，此前也沒有交過一個女朋友。某一天，來自鏡之國的少女亞理子突然在他面前現身，送他一本魔法手帳。手帳上列出了他的5位潛在女友——中原唯、森村美貴、河井麻里奈、白鳥香、渡邊麻美。玩家之後需控制男主角前往那5人的房間，以對話提升好感度，建立戀愛關係。最後一起同居。

## 角色
除非另行註明，否則以下設定以1989年的《Can Can Bunny》為準。
亞理子
為想結交女朋友的主角指明方向的少女。她在原版和重製版中都以長有兔耳的姿態登埸。本作為此在標題上加入「Bunny」一詞。她在《Can Can Bunny Spirits》中亦有登場。

中原唯
對戀愛十分認真的女初中生。性格文靜，愛看漫畫。喜歡溫柔的人。有着一頭綠色長髮，平日戴着发箍。乳房相對細小，自小開始便把主角稱為「哥哥」。
在重製版中，主角成了她的家庭教師。性格開朗，體操部所屬。喜歡彈鋼琴和閱讀。原版把她設定成15歲，不過來到重製版則年齡不詳。

森村美貴
18歲的女高中生，喜歡騎自行車。為人活潑開朗。喜歡很酷的人。
在重製版中，她是個跟主角於培訓班上認識的女學生，並有志於成為摩托车赛车手。她留有短髮，有着較重男性氣質，因此為低年級女學生所仰慕。

河井麻里奈
20歲的女大學生。性格較為極端，忠於自身慾望。喜歡有趣的人。
在重製版中，她於酒會上跟主角認識。性格我行我素。出身於有錢家庭，升上女子大學後以墮落的方式生活。

白鳥香
22歲的女性，在日常會幫手做家務。喜歡做料理和製作西服。善於照顧人。
在重製版中，她跟主角為表親關係，同時亦是他的兒時玩伴。善於做家務。童顔巨乳。

渡邊麻美
24歲的辦公室女職員。性格沉穩，時而大膽。喜欢跳迪斯科和打网球。
在重製版中，她是住在主角家附近的辦公室女職員，在某一次停電中偶然認識了他。性格很酷，散發出別人不敢輕易接近的氛圍。喜歡駕車和打网球。

## 開發與發行
《Can Can Bunny》由Cocktail Soft負責開發。曾經開發《天使們的午後》系列的JAST和從JAST獨立的キララ有限公司（有限会社キララ）皆為Cocktail Soft的前身。1989年，這兩間公司合作創立新品牌Cocktail Soft，並發表此一品牌的出道作《Can Can Bunny》。
《Can Can Bunny》於1989年6月以软盘形式發行，相容PC-8801mkIISR以後的PC-88系列、PC-9801VM以後的PC-98系列、X68000。Élf的《龍騎士》和ALICESOFT的《Rance -尋找小光-》同於該年發行。Cocktail Soft表示，他們當時想成為美少女遊戲界的先鋒，故在製作X68000版時，刻意讓之支援脈衝編碼調變（PCM）音頻和256色。此外X68000版亦支援以4個畫面同時顯示色情場景。亦有資料指出初代《Can Can Bunny》的遊戲構成因平台而異。
Cocktail Soft在發表本作後，繼續推出同系列作品《Can Can Bunny Superior》和《Can Can Bunny Spirits》。不過它們的故事內容和角色都跟首作不同。1997年12月12日，Cocktail Soft以CD-ROM形式發表重製版《Can Can Bunny 1 Primo》。與原版不同的是，Cocktail Soft請了聲優為重製版配音；並在開場片段中加入動畫。除此之外，它的原畫還經過重新繪製，以支援256色。

## 評價

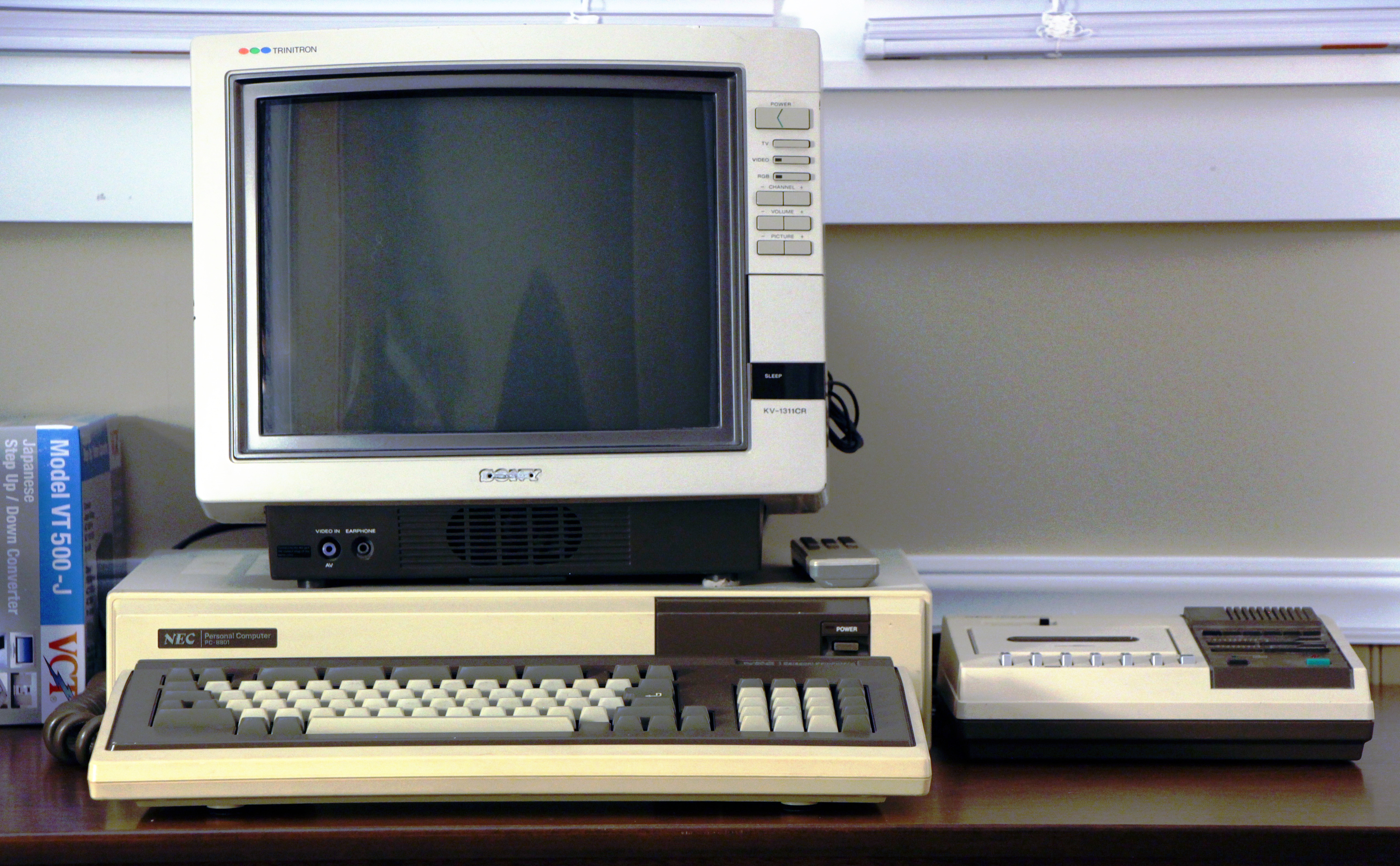
日本電氣開發的PC-8801

本作雖是成人遊戲，但在劇情上挺為重視與女主角相戀的過程。它在開售不久後，便被視為改寫美少女遊戲生態的作品。IGN JAPAN上有評論指，《Can Can Bunny》啟發了《心跳回忆》等以戀愛為核心的遊戲。
本作的插畫得到評論者的讚賞。《Can Can Bunny》發售時，日本的主流遊戲機種仍是運行DOS系統的PC-88系列，再搭配解析度為200條線的8色螢幕。即使如此，本作的「精緻畫面還是贏得讚譽」。評論者認為它的「用色雖少，但在高超的技術力底下，這顯得不值一提」。美少女遊戲雜誌《PC Angel》形容《Can Can Bunny》的繪圖「仍當時最好」。評論者還稱在開場片段中加入動畫「於當時仍劃時代[的做法]」。《PC Angel》認為，X68000版的256色圖像讓人「留下深刻印象」。《成人遊戲文化研究概論》（エロゲー文化研究概論）著者宮本直毅表示，他只找到部分色情場景能以4個畫面同時顯示，對此感到「有點失落」。
不過評論者對於本作的遊戲系統和故事褒貶不一。他們認為這部遊戲攻略難度太高，「即使很刻意地去選擇某些選項，但最後還是不能跟女主角做H的事」；大佛三郎表示「選錯了一個選項就無法攻略了」。不過他亦讚揚製作團隊勇於創新，表示當時很少作品會要求玩家按照女主角的反應來選擇對話選項。《PC Angel》認為，這部遊戲的遊戲系統為將來的《CANCAN BUNNY》系列打下了良好基礎。多根清史寫道，男主角提升女主角好感度的方式曾被諷為「就像角色扮演風俗一樣，不帶感情地行事」。不過《PC Angel》認為此一設定能讓故事聚焦在日常生活，提升玩家代入感。《PC Angel》亦讚揚色情場景的演出「充滿着臨場感」。
IGN Japan的歐陽宇亮把本作選為「1989年度最佳遊戲」。他認為這部作品「簡單得來又不失樂趣」，比起《天使們的午後》更重過程。他亦被「部分台詞感動到」，認為這部作品的氣氛塑造得很好。他在評論2017年發售的《Summer Lesson：新城千里七曜的練習曲》時寫道，它跟《Can Can Bunny》有着不少共通之處，但前者的插畫較佳，後者的故事則更有起伏。
評論者對本作的女主角表示好評，認為她們的性格各有特色，當中部分評論特地讚揚了年齡方面的設定。《PC Angel》則讚揚她們跟現實女性貼近。

## 引用
1. 1 2 3 4 5 6 7 8 9 10 11 12 13 14 15 16 17  前田 2016，第48頁.
2. 1 2 3 4  「カクテルソフトのデビュー作 元祖・ナンパゲーム!!」, 『オフィシャルファンブック コンプF&C』 2002，第73頁.
3. 1 2  「カクテルソフト特集記念 きゃんバニシリーズ」, 『メガストア 1993年9月号』 1993，第19頁.
4. 1 2 3 4 5 6 7 8 9 10 11 12 13 14 15 16 17  大仏 2000，第13頁.
5. 1 2 3 4 5 6 7  「きゃんきゃんバニー」, 『美少女のゲーム カクテル・ソフト Official Guide Book』 1994，第40頁.
6. 1 2  だわさ 1997，第128頁.
7. 1 2  だわさ 1997，第12頁.
8. 1 2 3 4 5 6 7 8 9 10 11 12 13 14 15 16 17 18 19 20 21 22 23 24 25  「きゃんきゃんバニー1 PRIMO」, 『TECH GIAN 1998年2月号』 1998，第45頁.
9. 1 2 3 4 5 6 7 8 9 10 11 12 13 14 15 16 17 18 19 20 21 22 23 24 25 26 27  「きゃんきゃんバニー1 PRIMO」, 『TECH GIAN 1997年12月号』 1997，第42頁.
10. 1 2 3 4 5 6 7 8 9 10  多根 2006，第34頁.
11. 1 2 3 4  宮本 2017，第71頁.
12. 1 2  「PARTY IN THE ROOM カクテルソフト」, 『TECH GIAN 1998年1月号』 1998，第96頁.
13. 1 2 3 4 5 6 7 8 9 10 11 12  IGN JAPAN編集部. . IGN JAPAN. IGN Entertainment. 2018-02-19  [2020-05-29]. （原始内容存档于2019-03-16）.
14. 1 2  「きゃんきゃんバニー」, 『PC ANGEL シリーズ研究総集編 美少女ゲーム傑作選』 1994，第7頁.
15. 1 2 3 4  「カクテルソフトのデビュー作 元祖・ナンパゲーム!!」, 『オフィシャルファンブック コンプF&C』 2002，第74頁.
16. 1 2  返り天 2003，第157頁.
17. 1 2 3 4 5 6 7 8 9 10 11 12 13 14 15 16 17 18 19 20 21  「きゃんきゃんバニー」, 『PC ANGEL シリーズ研究総集編 美少女ゲーム傑作選』 1994，第8頁.
18. 1 2  「美少女ゲーム10年の歴史を見た会社」, 『電撃姫 Vol.2』 1997，第61頁.
19. 1 2 3 4 5 6 7 8 9 10  「シリーズ研究 Part5 きゃんきゃんバニー」, 『PC Angel 1993年6月号』 1993，第72頁.
20. 1 2  「カクテルソフト特集記念 きゃんバニシリーズ」, 『メガストア 1993年9月号』 1993，第20頁.
21. 1 2 3 4 5 6 7 8 9 10 11 12 13 14  「きゃんきゃんバニー」, 『美少女のゲーム カクテル・ソフト Official Guide Book』 1994，第41頁.
22. 1 2 3 4 5 6 7 8  「シリーズ研究 Part5 きゃんきゃんバニー」, 『PC Angel 1993年6月号』 1993，第73頁.
23. ↑  宮本 2017，第60頁.
24. ↑  宮本 2017，第61頁.
25. ↑  宮本 2017，第62頁.
26. ↑  今俊郎・黛宏和. . 電ファミニコゲーマー. マレ. 2019-08-01  [2020-05-30]. （原始内容存档于2020-05-29）.
27. ↑  「きゃんきゃんバニー」, 『PC ANGEL シリーズ研究総集編 美少女ゲーム傑作選』 1994，第16頁.
28. 1 2 3  宮本 2017，第72頁.
29. ↑  宮本 2017，第71 - 72頁.
30. ↑  前田 2016，第48 - 49頁.
31. ↑  「美少女ゲーム10年の歴史を見た会社」, 『電撃姫 Vol.2』 1997，第62頁.
32. ↑  Au Yeung Yu Leung. . IGN JAPAN. IGN Entertainment. 2017-10-25  [2020-05-30]. （原始内容存档于2020-05-29）.

### 書籍
- 返り天. .  . 洋泉社. 2003-02-27: 157. ISBN 4-89691-698-0.
- 多根清史. . 林幸生  (编).   第1刷. 太田出版. 2006-12-04: 34. ISBN 4-7783-1052-7.
- 大仏三郎. .   初版第1刷. ぶんか社. 2000-10-10: 13. ISBN 4-8211-0717-1.
- 超音速 編著. .   第1刷. ジャパン・ミックス. 1994-06-20: 40 – 41. ISBN 4-88321-138-X.
- 前田尋之. .   第二刷. オークス. 2016-08-08: 48 – 49. ISBN 978-4-7990-0809-6.
- 宮本直毅.   第1版第1刷. 総合科学出版. 2017-05-15. ISBN 978-4-88181-859-6.
  - 「「フェアリーテール」がブランドデビュー」、59 - 62頁。
  - 「「カクテル・ソフト」がブランドデビュー」、71 - 72頁。

### 雜誌
- だわさ.  . BugBug (マガジン・マガジン). 1997-09-01, (1997年9月号): 127 – 129.
- . オフィシャルファンブック コンプF&C (角川書店). 2002-07-01, (コンプティーク7月号増刊): 72 – 77.
- . TECH GIAN (アスペクト). 1997-12-01, (1997年12月号): 42.
- . TECH GIAN (アスペクト). 1998-01-01, (1998年1月号): 96.
- . TECH GIAN (アスペクト). 1998-02-01, (1998年2月号): 45.
- . 電撃姫 Vol.2 (メディアワークス). 1997-08-01: 60 - 64.
- . PC Angel (オデッセウス). 1993-06-20, (1993年6月号): 72 – 73.
- . PC ANGEL シリーズ研究総集編 美少女ゲーム傑作選 (オデッセウス). 1994-10-31, (PC ANGEL 10月号増刊): 7 – 16.
- . メガストア (白夜書房). 1993-09-01, (1993年9月号): 16 – 23.

## 外部連結
- 官方網站（日語）
- 重製版官方網站（日語）